# Мульда сдвижения земной поверхности
Мульда сдвижения земной поверхности — участок земной поверхности, на котором под влиянием отработки полезного ископаемого подземным способом возникли сдвижения и деформации. Величины деформаций зависят от вынимаемой мощности пласта, глубины горных работ, угла падения пласта и площади отработки.

## Описание
Линия, ограничивающая на поверхности зону влияния горных разработок, является границей мульды сдвижения; она определяется как геометрическое место точек на поверхности с величиной оседания 10 мм или по граничным углам. Часть мульды сдвижения, в которой точки поверхности имеют наибольшее оседание, называется дном мульды сдвижения.
В пределах мульды сдвижения выделяются зона опасного сдвижения, где сдвижения и деформации опасны для подрабатываемых сооружений, и зона трещин, определяемые относительно границ горных работ соответственно углами сдвижения и углами разрыва. При разработке крутопадающих пластов в мульдах сдвижения могут образоваться провалы.
Различают мульды сдвижения с плоским и вогнутым дном. В первом случае вследствие больших размеров очистной выработки по сравнению с глубиной разработки часть поверхности (полная подработка) в пределах мульды сдвижения подвергается предельным сдвижениям и она получает полное развитие. При отсутствии плоского дна в одном из главных сечений Мульды сдвижения имеет место неполная подработка поверхности.
Положение точки максимального оседания в мульде сдвижения с вогнутым дном определяется с помощью угла максимальных вертикальных сдвижений.
Крайние точки плоского дна мульды сдвижения на вертикальных разрезах определяются с помощью углов полных сдвижений. В мульде сдвижения выделяют зоны опасных и безопасных сдвижений. Границы зоны опасных сдвижений поверхности или точки критических деформаций определяют с помощью углов сдвижения.